# Општина Сента
Општина Сента је општина у Републици Србији. Налази се у АП Војводина и спада у Севернобанатски округ. По подацима из 2004. општина заузима површину од 293 km² (од чега на пољопривредну површину отпада 26593 ha, а на шумску 114 ha). Седиште општине је град Сента. Општина Сента се састоји од 5 насеља. Према подацима са последњег пописа 2022. године у општини је живело 17.953 становника (према попису из 2011. било је 23.316 становника). У општини се налази 6 основних и 3 средње школе. Овде се налази Историјски архив Сента.

## Насељена места
Општину Сента чини 5 насеља:
- Богараш
- Горњи Брег
- Кеви
- Сента
- Торњош

## Становништво
| Састав становништва – општина Сента | Састав становништва – општина Сента | Састав становништва – општина Сента | Састав становништва – општина Сента |
| ----------------------------------- | ----------------------------------- | ----------------------------------- | ----------------------------------- |
|                                     | 2022.                               | 2011.                               |                                     |
| Укупно                              | 17.953 (100,00%)                    | 23.316 (100,00%)                    |                                     |
| Мађари                              | 13.590 (75,69%)                     | 18.441 (79,09%)                     |                                     |
| Срби                                | 2.102 (11,70%)                      | 2.533 (10,86%)                      |                                     |
| Роми                                | 521 (2,90%)                         | 595 (2,55%)                         |                                     |
| Остали                              | 1.740 (9,69%)                       | 1.747 (7,49%)                       |                                     |

## Познате личности
- Стеван Сремац
- Матија Бећковић
- Силвија Ердељи
- Арпад Штербик
- Чаба Силађи